# الهادي آدم
الهادي آدم (1927 م - ديسمبر 2006 م) شاعر سوداني شهير وهو صاحب قصيدة أغدا ألقاك التي غنتها أم كلثوم.

## حياته
ولد في مدينة الهلالية في السودان تخرج في كلية دار العلوم بالجامعة المصرية وحصل على درجة الليسانس في اللغة العربية وآدابها، وحصل على دبلوم عال في التربية من جامعة عين شمس، ثم حصل على الدكتوراه الفخرية من جامعة الزعيم الأزهري بالسودان وعمل معلما بوزارة التعليم بمدينة رفاعة.

## شعره
للشاعر آدم شعر وافر وله دواوين، أشهرها ديوان «كوخ الأشواق»، الذي يعده النقاد من أفضل ما قدم للأدب وللمكتبة السودانية، وكتب في مجالات الإبداع الأدبي الأخرى، وأشهر ما كتب في هذا المضمار مسرحية باسم «سعاد». كتب عدة أشعار منها قصيدة «أغدا القاك» التي غنتها المطربة أم كلثوم. فيما كتب العديد من القصائد آخرها قصيدة لم تنشر بعد بعنوان (لن يرحل النيل) يصور فيها بريشة الفنان ذكرياته العزيزة التي عاد يتفقدها في حي منيل الروضة الذي سكنه في صباه.
ويعتبر النقاد في الخرطوم الراحل آدم، 80 عاما، أنه ظل لعقود في مصاف الشعراء الكبار، ليس على مستوى السودان، وإنما على مستوى العالم العربي. ورغم انتمائه لجيل سابق للحركة الشعرية المعاصرة، فإنه يعتبر من الشعراء المحدثين.
والهادي آدم من المعلمين القدامى في السودان في شتى المراحل الدراسية، خاصة المرحلة الثانوية العليا حيث درس في مدرسة حنتوب الثانوية. ويشهد له النقاد ودارسو تاريخ الأدب في بلاده، بأنه من أوائل الذين ساهموا في نهضة الشعر في البلاد، من خلال الجمعيات الأدبية التي كان يشرف عليها في المدارس التي عمل فيها في شتى بقاع السودان.
يذكر أن قصيدة «أغدا القاك» اختارتها سيدة الغناء العربي أم كلثوم من بين عشرات القصائد التي قدمت لها إبان زيارتها للسودان في عام 1968 م. وللشاعر الكبير مجموعة شعرية كاملة تضم كل أعماله الشعرية (كوخ الأشواق ونوافذ العدم وعفوا أيها المستحيل وتمت طباعة هذه المجموعة عن طريق مؤسسة أروقة الثقافية.

## من أعمال الشاعر

### في رثاء الراحلجمال عبد الناصر
من أعمال الشاعر الهادي آدم مرثيته للرئيس العربي الراحل جمال عبد الناصر والتي تعتبر من القصائد الجميلة وهي بعنوان “أكذا تفارقنا ”:
أكذا تفارقنا بغير وداع ياقبلة الأبصار والأسماعِ
ماد الوجود وزلزلت أركانه لما نعاك إلى العروبة ناعِ
ماذا عسى شعري وخطبك آخذ بالقلب ماذا يخط يراعي
يا صاحب الوجه النبيل وحامل الخطب الجليل وقمة الإبداعِ 
أكذا تفارقنا (جمال عبد الناصر)
الشاعر: الهادي آدم
الناشر: القاهرة: مطبوعات المجلس الأعلى لرعاية الفنون والآداب والعلوم الاجتماعية، 1973
أكذا تفارقنـا بغيـــــر وداع 	يا قبلة الأبصــار والأسمــاعِ
ماد الوجــود وزلـزلت أركانـه 	لما نعاك إلى العــروبة نــاعِ
مـاذا عسى شعـرى وخطبك آخذ 	بالقلب أم مـاذا يخـط يراعـى
يا صاحب الوجـه النبيـل وحامل 	الخطب الجليـل، وقمــة الإبداع
يا من تخيـرك الإلـــه لأمــة 	محفـوفــة بالغــدر والأطماع
كم أصبحت هــدفاً لصـــولة 	غاصب ومباءة لمــذلة وضـياعِ
ما زلت تنهضــها بكف معالــج 	ذي خبــرة بمــواطن الأوجاعِ
حتى نفخت الـروح في أوصـالها 	وأقمت واهـى صرحها المتداعي
وأمطت أقنعـة اللئام وزيفهـــم 	حتـى بـدوا فينـا بغيـر قنـاعِ
زنت السياسـة إذا حملت لواءهـا 	وجلوتهـا من ريبــة وخـداعِ
فغدوت مثل الأنبيــاء كـرامـةً 	أو كالمــلائك في سمـو طبـاعِ
الشـرق لم يَكُ للضـريع بحاجـة 	لكنـه فـى حاجـــة لشجـاعِ
يغـرى المزاعـم بالبيان إذا سعى 	بالدس فـي أرض العـروبة ساعِ
وكذاك كـنت شجــاعة وأصـالة 	وبيان وضـاح الأســـرة واعِ
أكــذا تفارقنــا بغيــر وداعِ 	يا منيـة الأبصــار والأسمـاعِ
أكذا تفارقنا و «سينــا» لم تـزل 	تجتاح بيــن ثعـالب وسبــاعِ
وشواهق «الجـولان» عند مكابـر 	متزايــد الآمـال والأطمــاعِ
«والقـدس» في أيدي اللئام «تشبثوا» 	منها بأشـرف تربـــة وبقـاعِ
وبنو فلسطين الشهــيدة أعـين 	تدمـي القلـوب بصرخة الملتاعِ
أزمعت عنا يا جمـال مكــرمـاً 	فينا ولكـن لات حيــن زمـاعِ
يا ليلة من شهر يوليــو أسقطت 	عــرش الممـالك من أجل يفاعِ
كانت مع القدر الشـريف بموعـد 	وافته بيـن الخَبِّ والإيضــاعِ
والدرب حولك بالمخاطـر حافـل 	لم تخش مـن شـوك به وأفاعى
فإذا بمصــر مع الشعـوب طليقة 	مزهوة الفلــوات والأصقــاعِ
وإذا بفـلاح التـــــراب مملك 	في كل شبـــر عنـده وذراعِ
حررتــه مـن ذلـه وإســاره 	ونزعته من قبضــة الإقطــاعِ
وإذا مياه الســد تغمــر أرضه 	فتحيلهــا ورديــة الإينـاعِ
وإذا بروحك وهو عــزم ثائـر 	يسرى بروح شبابـه الأيفــاعِ
وإذا فلسطيـن الحبيبــة قلعــة 	للثـأر بيـن جحـافل وقــلاعِ
وإذا بهذا الشــرق بعد همــوده 	عرفات جبار ومهـد صـــراعِ
قسمــاً بوجهـك لن نعيش وبيننا 	متسلـط بالـدس والإيقـــاعِ
وبمنطـق الجبـروت نأخـذ حقنا 	قسـراً وليس بمنطــق الإقنـاعِ
إنا كمـــا علمتنــا وأردتنــا 	لن نستكيــن لواقـع الأوضـاعِ
أكـذا تفـارقنـا بغيــــر وداعِ 	يا زينة الأبصـــار والأسمـاعِ
غفـرانك اللهــم لست مصــدقاً 	ولـدىَّ للشـك المـريب دواعى
لكنه الإنسـان يؤثــر ضـعفـه 	حيناً ويجبـن أن يصـيخ لـداعِ
أجمـال إنك إن رحـلت مفارقـاً 	ودعـاك للعليــاء أكــرم داعِ
فلأنت مـن أرواحنــا وقلــوبنا 	مهما استطال العهــد قيـد ذراعِ
كلمات قلبك سـوف تبقـى دائمـاً 	في كل قلب مصــدر الإشعـاعِ
لا يستــرد بغيـر قـوة ساعـدٍ 	حق أضــيع بقـوة وصــراعِ
يا فخــر هذا الشـرق يا ملاحَه 	وزعيــم نهضـته بغيـر نزاعِ
يا من بكفك صغتــه وصنعتــه 	أكـرم بكـف للشعـوب صـناعِ
نم في جوار الله وانعــم عنــده 	بكريـم مصطحب وحسن متـاعِ
خـرجت لك الجنـات تكـرم وافدا 	والأرض قد خـرجت ليـوم وداعِ

### أغدا ألقاك
أغدا ألقاك يا خوف فؤادي من غدى
يا لشوقي واحتراقي في انتظار الموعد
آه كم أخشى غدي هذا وارجوه اقترابا
كنت استدنيه لكن هبته لما أهابا
واهلت فرحة القرب به حين استجابا
هكذا احتمل العمر نعيما وعذابا
مهجة حارة وقلبا مسه الشوق فذابا
أنت يا جنة حبي واشتياقي وجنوني
أنت يا قبلة روحي وانطلاقي وشجوني
أغدا تشرق أضواؤك في ليل عيوني
آه من فرحة أحلامي ومن خوف ظنوني
كم أناديك وفي لحني حنين ودعاء
يا رجائي أنا كم عذبني طول الرجاء
أنا لولا أنت أنت لن أحفل بمن راح وجاء
أنا أحيا بغدى الآن وبأحلام اللقاء
فأت أو لا تأت أو فافعل بقلبي ما تشاء
هذه الدنيا كتاب أنت فيه الفكر
هذه الدنيا ليالي أنت فيه العمر
هذه الدنيا عيون أنت فيها البصر
هذه الدنيا سماء أنت فيها القمر
فأرحم القلب الذي يصبو اليك
فغدا تملكه بين يديك
وغدا تأتلق الجنة أنهارا وظلا
وغدا ننسى فلا نأسى على ماض تولى
وغدا نزهو فلا نعرف للغيب محلا
وغدا للحاضر الزاهر نحيا ليس إلا
قد يكون الغيب حلوا
إنما الحاضر..... أحلى

## وصلات خارجية
- الهادي آدم على موقع أرشيف الشارخ.
- وفاة الهادى ادم شاعر ((أغداً ألقاك)) الهادي آدم-موقع ديوان العرب
- مكتبة الهادي آدم